# Cascadura
Cascadura est un groupe brésilien de punk rock, originaire de Salvador, dans l'État de Bahia. Il est formé par Fábio Cascadura, le chanteur et guitariste du groupe, qui est également le compositeur de tous les morceaux du groupe, dont certaines en partenariat avec d'autres musiciens.

## Histoire

### Première phase
Le 8 mai 2012, le groupe sort son cinquième album, intitulé Aleluia, disponible sur internet. La sortie d'Aleluia intervient six ans après l'album précédent, Bogary, qui avait été initialement enregistré avec l'intention de mettre fin aux activités du groupe,. Le succès de l'album Bogary finit par accroître la popularité du groupe au niveau national, ce qui les amène à continuer. La même année, ils sont nommés pour le meilleur album aux MTV Video Music Brasil 2012 Awards.
Le groupe fait plusieurs apparitions lors d'événements majeurs, comme la version brésilienne de Lollapalooza, et sort cinq albums, des web-documentaires et le DVD Efeito Bogary, un documentaire musical pionnier sur la scène rock indépendant bahianaise.
Leur double album Aleluia remporte le prix Dynamite 2012/2013 du «  meilleur disque pop », est nommé pour le VMB et est cité comme « l'un des meilleurs albums de rock brésilien de tous les temps » par l'auteur-compositeur-interprète Caetano Veloso dans sa chronique du journal O Globo. Parmi les morceaux de l'album Aleluia figurent A Mulher de Roxo, avec Pitty, et Soteropolitana, qui figure parmi les 25 meilleures chansons de 2012 selon le magazine Rolling Stone Brasil. L'album, qui comprend des collaborations avec Móveis Coloniais de Acaju, Orkestra Rumpilezz et Nando Reis, sort six ans après l'album précédent, Bogary, qui est produit lorsque le groupe vivait à São Paulo,.
Le groupe annonce la fin de ses activités en juillet 2015,, et met fin à ses activités le 6 décembre 2015 après un concert d'adieu à la Praça Thereza Batista à Pelourinho.

### Retours
En 2017, le groupe se reforme pour célébrer son 25e anniversaire. En 2018, Fábio Cascadura, qui vivait au Canada, est venu à Salvador pour des vacances et le groupe donne un concert unique à Salvador en janvier. En septembre de la même année, ils sortent le single Todas as ondas.
En août 2022, le groupe se réunit pour une mini-tournée de quatre concerts célébrant le 30e anniversaire de leur carrière, dont le premier a lieu à Feira de Santana, Bahia,. Le groupe joue ses derniers concerts dans l'État les 13 et 14 août 2022, au Largo de Tieta à Pelourinho, Salvador, avec Vivendo do Ócio en première partie,. Le 18 août 2022, ils se produisent à São Paulo, avec des apparitions spéciales des guitaristes Martin Mendonça (Pitty) et Felipe Machado (Viper), ainsi que du chanteur Teago Oliveira (Maglore).

## Discographie
- 1997 : Dr. Cascadura #1
- 1999 : Entre!
- 2004 : Vivendo em Grande Estilo
- 2006 : Bogary
- 2009 : DVD Efeito Bogary
- 2012 : Aleluia

## Distinctions
- Lauréat du Dynamite Independent Music Award dans la catégorie « meilleur album pop » de 2013 avec l'album Aleluia (2012)[16].
- Finaliste dans la catégorie « meilleur disque » de la 18e édition du Vídeo Music Brasil (VMB) de MTV Brésil, avec l'album Aleluia (2012)[17].
- Listé dans les « 25 meilleures chansons de 2012 » du magazine Rolling Stone avec le morceau Soteropolitana, tirée de l'album Aleluia (2012)[17].
- Gagnant du prix Bahia de Todos os Rocks pour le groupe de l'année et le meilleur clip, pour Mesmo Eu Estando do Outro Lado, réalisé par Zeca de Souza et Luis « Mingau » Guilherme[18].